# Vasilij Rozanov

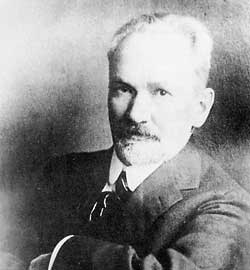
Vasilij Rozanov

Vasilij Vasiljevitj Rozanov (ryska: Василий Васильевич Розанов),  född 2 maj (gamla stilen: 20 april) 1856 i Vetluga, död 5 februari 1919 i Sergijev Posad, var en rysk religionsfilosof.
Rozanov började 1886 sitt författarskap med en undersökning om det mänskliga tänkandets gränser, kritiserade utilitarismen i Tsel tjelovjetjeskoj zjizni (1892, Det mänskliga livets mål) och nedlade sin estetiska världsåskådning i Krasota v prirodje i jeja smysl (1894, Skönheten i naturen och dess mening). År 1898 utkom hans essäsamling Religija i kultura och 1899 hans pedagogiska uppsatser Sumerki prosvjestjenija (Upplysningens skymning). Bland hans litteraturhistoriska arbeten märks en essäsamling, Literaturnye otjerki (1899), och den djupsinniga studien över Fjodor Dostojevskij Legenda o velikom inkvisitorje Dostojevskago. I sin filosofiska uppfattning närmar sig han Vladimir Solovjov och Dmitrij Merezjkovskij.